# Die Ehre der Prizzis
Die Ehre der Prizzis ist eine US-amerikanische schwarze Filmkomödie aus dem Jahr 1985. Regie führte John Huston, die Hauptrollen spielten Jack Nicholson, Kathleen Turner und Anjelica Huston.

## Handlung
Der Film persifliert den Alltag der Mafiafamilie Prizzi. Charley Partanna löst als Profikiller die Probleme des Familienoberhauptes Don Corrado Prizzi, der als Pate seine Herrschaft noch nicht vollständig an seine Söhne Dominic und Eduardo Prizzi übertragen hat. Charleys Ex-Freundin, Maerose, Tochter des brummigen, tollpatschigen Dominic, wurde einst von ihrem Vater verstoßen, da sie nach einem Streit mit Charley mit einem jungen Mann nach Mexiko durchgebrannt war. Damals holte Dominic sie zurück nach New York, doch Maerose darf das Herrschaftsgebiet der Prizzis nur noch zu Anlässen wie Beerdigungen und Hochzeiten betreten. 
Auf der Hochzeitsfeier ihrer Schwester sehen sich Maerose und Charley wieder. Doch dieser wendet sich der gutaussehenden Irene Walker zu und flirtet mit ihr, bis sie plötzlich die Feier verlässt. Wenig später wird Charley von der Polizei verdächtigt, einen Mann, der den Prizzis lästig geworden sein soll, am Tag der Hochzeit erschossen zu haben. Da er aber Zeugen für seine Anwesenheit auf der Hochzeitsfeier hat, wird er freigelassen.
Charley, der Gefühle für Irene entdeckt zu haben meint, macht sich auf die Suche nach ihr. Er findet sie in Los Angeles und gesteht ihr seine Liebe. Sie erwidert die Liebesbekenntnisse und berichtet ihm, dass ihr Mann sie vor vier Jahren verlassen habe. Bei einem zweiten Treffen beschließen die beiden, möglichst bald zu heiraten. Charleys nächster Auftrag bringt die beiden wieder zueinander. Dominic beauftragt ihn, die Drahtzieher eines Casinobetrugs, bei dem die Prizzis eine größere Summe verloren haben, zu töten und das Geld wiederzubeschaffen. Nachdem er einen der Betrüger, den todkranken Buchhalter Marxi Heller, erschossen hat, platzt ausgerechnet Irene ins Geschehen. Marxi war ihr Mann; sie hatte seine Pflege übernommen, da er an Tuberkulose litt und nur noch wenige Wochen zu leben gehabt hätte. Irene händigt Charley die Hälfte des aus dem Casinobetrug stammenden Geldes aus, da ihr Mann nicht mehr als diese Summe bekommen habe.
Zurück in New York zeigt Charley seinem alten Vater, einem guten Freund Don Corrados, Fotos seiner Angebeteten und offenbart ihm seine Hochzeitspläne. Der Vater wiederum erklärt ihm, dass Irene eine Auftragskillerin sei, eben jene, die den Mord am Tag der Hochzeitsfeier verübt habe. Dennoch heiraten die beiden und verleben ihre Flitterwochen in Brooklyn. In der Nacht vor der Hochzeit hat Charley jedoch noch ein letztes Mal mit Maerose Prizzi geschlafen.
Während der Tage in Brooklyn müssen sie auf einen Wink Don Corrados hin einen Bankier entführen, der den Prizzis mit seinen Geschäften schadet. Doch die Erledigung des Auftrags verläuft nicht planmäßig; eine zufällig auftauchende Frau wird ebenfalls erschossen. Bei ihr handelt es sich allerdings um die Frau eines Polizeichefs, was die Geschäfte der New Yorker Mafiosi stark beeinträchtigt. Der Druck auf Charley steigt, als es Maerose gelingt, in die Familie aufgenommen zu werden. Gegen Geld erhält sie von einer Prostituierten die Information, dass Irene Walker die Partner des Casinobuchhalters Marxi Heller umgebracht habe und mit dem gesamten geraubten Geld der Prizzis geflohen sei. Diese Information gibt sie an Don Corrado weiter. Sie möchte erreichen, dass Irene, die ihr Charley abspenstig gemacht hat, das Geld herausgeben und dafür bezahlen muss. 
Das frisch verheiratete Paar indessen ahnt, dass die Prizzis etwas im Schilde führen. Hinzu kommt, dass Dominic Charley aus dem Weg räumen lassen will, weil dieser erneut mit seiner Tochter geschlafen hat. Als Auftragskillerin heuert er ausgerechnet Irene an, ohne deren Identität zu kennen. Nachdem diese Charley davon erzählt hat, wird beiden klar, dass es für sie in Brooklyn zu gefährlich geworden ist. 
Don Corrado hat inzwischen beschlossen, dass sein Sohn Dominic zu alt für das Geschäft geworden sei; er schenkt ihm ein Haus in Las Vegas samt eigenem Golfplatz. Dominics Abschiedsfeier wird von einem Anschlag Charleys überschattet. Schon am nächsten Tag wird Dominic von einem Helfer Charleys erschossen. Der Don aber möchte sich mit Charley einigen. Er schlägt ihm vor, an die Spitze des Clans der Prizzis zu treten, weil er ihn für geeigneter hält als seine beiden Söhne. Bedingung sei aber, dass Charleys Frau Irene das gesamte Geld wieder herausgeben und sterben müsse. Charley lehnt ab.
Letzten Endes muss er jedoch dem Druck des Don nachgeben. Schweren Herzens ruft er Irene an und gibt vor, sein Konflikt mit den Prizzis sei geregelt. Diese aber schöpft Verdacht und fliegt zu ihrem Wohnsitz in Los Angeles, um von dort aus am nächsten Tag nach Hongkong abzureisen. Charley ahnt, wohin sie gereist sein könnte, und folgt ihr. Als sie sich treffen, spielen sie sich noch einmal das glückliche Paar vor. Allerdings treffen beide hinter dem Rücken des anderen Mordvorbereitungen; sie lädt ihre Pistole und schraubt einen Schalldämpfer auf den Lauf, er versteckt ein Messer unter dem Bett. Doch sie schießt daneben, während sein Messer trifft und in ihrem Hals steckenbleibt.
Irenes Leiche soll der Polizei übergeben werden, damit diese den Mord an der Frau des Polizeichefs zu den Akten legen kann. Ein mit den Prizzis kooperierender Bankier identifiziert die Leiche als die der Täterin. Die Ehre und das Geld der Prizzis sind gerettet. Die Schlusseinstellungen zeigen Charley, wie er Maerose anruft, um sie zum Abendessen auszuführen. Damit scheint nun sicher, dass er durch die Heirat das zukünftige Oberhaupt der Prizzis sein wird.

## Musik
Alex North hat in seiner Komposition leitmotivisch Melodien aus Giacomo Puccinis Gaunerkomödie Gianni Schicchi sowie aus dessen Oper Manon Lescaut zitiert. Wie in anderen Mafiafilmen fehlt nicht das Klischee, dass die Protagonisten Liebhaber der italienischen Oper sind. So singt in einer Privatvorstellung ein Tenor die berühmte Romanze aus Gaetano Donizettis Komödie Der Liebestrank. Auch eine Szene aus Puccinis Märchenoper Turandot kommt im Hintergrund zu Gehör.

## Kritiken
- John Huston inszenierte seinen vorletzten Film in sehr langsamem Tempo. Überzeugungskraft gewinnt die Geschichte vor allem durch die Darsteller, von denen die temperamentvolle Anjelica Huston, die Tochter des Regisseurs, mit einem Oscar für die beste weibliche Nebenrolle prämiert wurde. Aber auch ihr langjähriger Dauerliebhaber, Jack Nicholson, hat als Killer mit geistiger Spätzündung unvergessliche Auftritte, die über die unübersehbaren Längen des Films hinweghelfen. (Prisma Online)

- Hinterhältige Satire auf den Mafia-Mythos. (tvspielfilm)

- Bis in die Nebenrollen vorzüglich besetzt. (Lexikon des internationalen Films)[1]

## Auszeichnungen

### Academy Award 1986
- Beste Nebendarstellerin: Anjelica Huston

weitere Nominierungen
- Bester Hauptdarsteller: Jack Nicholson
- Bester Nebendarsteller: William Hickey
- Bestes Kostümdesign
- Beste Regie
- Bester Schnitt
- Bester Film
- Bestes adaptiertes Drehbuch

### BAFTA Awards 1986
- Bestes adaptiertes Drehbuch

weitere Nominierungen
- Beste Nebendarstellerin: Anjelica Huston

### Golden Globe Awards 1986
- Beste Regie: John Huston
- Bester Hauptdarsteller (Komödie/Musical): Jack Nicholson
- Beste Hauptdarstellerin (Komödie/Musical): Kathleen Turner
- Bester Film (Komödie/Musical)

weitere Nominierungen
- Bestes Drehbuch
- Beste Nebendarstellerin: Anjelica Huston

Die Deutsche Film- und Medienbewertung FBW in Wiesbaden verlieh dem Film das Prädikat besonders wertvoll.